# Pito (jogador de futsal)
Jean Pierre Guisel Costa, conhecido como Pito, é um futebolista nascido em 6 de novembro de 1991 em Chapecó, Brasil, no qual começou sua carreira no Carlos Barbosa entre 2013 e 2016 em seu país natal. Hoje joga no FC Barcelona Futsal. .
Em 2016, ele se transferiu para o clube espanhol ElPozo Murcia antes de se mudar para o Movistar Inter em 2019. Em Múrcia ele conquistou uma Supercopa e jogou a final da liga contra o Barcelona. Em suas duas temporadas com o Movistar Inter, ele acrescentou ao seu currículo um título de liga, uma Copa da Espanha, uma Copa do Rei e uma Supercopa.
Foi eleito o melhor jogador de futsal do mundo em 2023..